# Egill Jacobsen
Egill Jacobsen (Copenhague, 16 de diciembre de 1910-21 de abril de 1998) fue un pintor y catedrático danés.
Es conocido por sus pinturas de máscaras. La inspiración para estas pinturas la tuvo en los años 1930 en un viaje a París, donde conoció a Pablo Picasso. Picasso le hizo una impresión tan fuerte a Jacobsen que cambió su estilo de pintar. Fue uno de los fundadores del movimiento Cobra en 1948.